# Viktor Svensson
Viktor Svensson (sinh ngày 6 tháng 3 năm 1990) là một cầu thủ bóng đá người Thụy Điển thi đấu cho Landskrona BoIS ở vị trí hậu vệ.